# راتناپورا
راتناپورا (به لاتین: Ratnapura) یک منطقهٔ مسکونی در سری‌لانکا است که در ناحیه راتناپورا واقع شده‌است.

## خصوصیات
راتناپورا ۲۰ کیلومترمربع مساحت و ۵۲٬۱۷۰ نفر جمعیت دارد و ۱۳۰ متر بالاتر از سطح دریا واقع شده‌است.